# Carla-Bayle
Carla-Bayle là một xã trong vùng Occitanie, thuộc tỉnh Ariège, quận Pamiers, tổng Le Fossat. Tọa độ địa lý của xã là 43° 09' vĩ độ bắc, 01° 23' kinh độ đông. Carla-Bayle nằm trên độ cao trung bình là 396 mét trên mực nước biển, có điểm thấp nhất là 236 mét và điểm cao nhất là 411 mét. Xã có diện tích 35,52 km², dân số vào thời điểm 2004 là 722 người; mật độ dân số là 20 người/km².

## Thông tin nhân khẩu
| 1926 | 1931 | 1936 | 1946 | 1954 | 1962 | 1968 | 1975 | 1982 | 1990 | 1999 |
| ---- | ---- | ---- | ---- | ---- | ---- | ---- | ---- | ---- | ---- | ---- |
| 997  | 998  | 961  | 847  | 799  | 720  | 602  | 538  | 469  | 578  | 645  |

## Nhân vật nổi tiếng
- Pierre Bayle (1647–1706), triết gia

## Địa điểm tham quan
- Viện Bảo tàng Pierre Bayle